# Aujourd'hui Hong Kong, demain Taïwan, après-demain Okinawa
 (octobre 2024).
La mise en forme du texte ne suit pas les recommandations de Wikipédia : il faut le « wikifier ».
Les points d'amélioration suivants sont les cas les plus fréquents. Le détail des points à revoir est peut-être précisé sur la page de discussion.
- Les titres sont pré-formatés par le logiciel. Ils ne sont ni en capitales, ni en gras.
- Le texte ne doit pas être écrit en capitales (les noms de famille non plus), ni en gras, ni en italique, ni en « petit »…
- Le gras n'est utilisé que pour surligner le titre de l'article dans l'introduction, une seule fois.
- L'italique est rarement utilisé : mots en langue étrangère, titres d'œuvres, noms de bateaux, etc.
- Les citations ne sont pas en italique mais en corps de texte normal. Elles sont entourées par des guillemets français : « et ».
- Les listes à puces sont à éviter, des paragraphes rédigés étant largement préférés. Les tableaux sont à réserver à la présentation de données structurées (résultats, etc.).
- Les appels de note de bas de page (petits chiffres en exposant, introduits par l'outil «  Source ») sont à placer entre la fin de phrase et le point final[comme ça].
- Les liens internes (vers d'autres articles de Wikipédia) sont à choisir avec parcimonie. Créez des liens vers des articles approfondissant le sujet. Les termes génériques sans rapport avec le sujet sont à éviter, ainsi que les répétitions de liens vers un même terme.
- Les liens externes sont à placer uniquement dans une section « Liens externes », à la fin de l'article. Ces liens sont à choisir avec parcimonie suivant les règles définies. Si un lien sert de source à l'article, son insertion dans le texte est à faire par les notes de bas de page.
- La présentation des références doit suivre les conventions bibliographiques. Il est recommandé d'utiliser les modèles {{Ouvrage}}, {{Chapitre}}, {{Article}}, {{Lien web}} et/ou {{Bibliographie}}. Le mode d'édition visuel peut mettre en forme automatiquement les références.
- Insérer une infobox (cadre d'informations à droite) n'est pas obligatoire pour parachever la mise en page.

Pour une aide détaillée, merci de consulter Aide:Wikification.
Si vous pensez que ces points ont été résolus, vous pouvez retirer ce bandeau et améliorer la mise en forme d'un autre article.
Aujourd'hui Hong Kong, demain Taïwan, après-demain Okinawa (Japonais:今日の香港、明日の台湾、明後日の沖縄 Anglais:Today Hong Kong, Tomorrow Taiwan, Day After Tomorrow Okinawa) est une expression faisant référence à l'expansion de la Chine. Elle reflète les préoccupations concernant la stratégie de front uni employée par le Parti communiste chinois envers Hong Kong et Taïwan, que l'on pense également affecter Okinawa et certains leaders clés de son mouvement indépendantiste,. Les médias taïwanais interprètent ce sentiment comme "Après Hong Kong, la Chine envahira Taïwan, puis elle ciblera Okinawa au Japon.",
Le slogan tire son origine de l'expression Aujourd'hui Hong Kong, demain Taïwan, qui a été importée dans le discours japonais à partir du mouvement Tournesol des Étudiants et du mouvement des Parapluies,. Cette expression est principalement utilisée dans les discussions au Japon.

## Aperçu
Au milieu des tensions croissantes en Asie de l'Est, incluant les Manifestations de 2019-2020 à Hong Kong et la guerre froide sino-américaine subséquente, ainsi que l'application de la Loi sur la garde-côtière (ja), qui accorde explicitement à la Garde côtière chinoise le droit d'utiliser des armes, cette expression a été adoptée au Japon. Elle a commencé à apparaître dans les médias et parmi les personnalités publiques,,,.
En plus de "Aujourd'hui Hong Kong, demain Taïwan, après-demain Okinawa," il existe d'autres variantes telles que "Hier le Xinjiang, aujourd'hui Hong Kong, demain Taïwan," notamment dans le contexte des Camps d'internement du Xinjiang et "Today Hong Kong, Tomorrow Taiwan, Day After Japan.",
En ligne, des illustrations montrent la "Faucheuse" portant le drapeau à cinq étoiles frappant aux portes étiquetées "Xinjiang," "Tibet," "Hong Kong," "Taïwan," "Okinawa," et "Hokkaido."

## Mentions au Japon

### Mentions dans le discours conservateur
Selon Fumio Ota (ja), un article publié dans le Global Times, un journal appartenant au Parti communiste chinois, rapportait que "le 4 mars 2006, un référendum a eu lieu à Okinawa, où 75 % des résidents ont demandé l'indépendance et la reprise des échanges libres avec la Chine, tandis que les 25 % restants cherchaient l'autonomie tout en restant loyaux au Japon." Ota discute de la perception chinoise d'Okinawa en relation avec l'expression "Aujourd'hui Hong Kong, demain Taïwan, après-demain Okinawa". L'article sur l'indépendance d'Okinawa dans le Global Times est basé sur des arguments avancés par Tang Chunfeng (ja). De plus, il existe un groupe en Chine appelé le Comité préparatoire pour la Région autonome spéciale des Ryukyu chinois (ja), qui affirme qu'Okinawa fait partie de la Chine.
Akihisa Nagashima a fait référence à la situation à Hong Kong en citant la phrase "Aujourd'hui Hong Kong, demain Taïwan, après-demain Okinawa", soulignant l'importance d'un Indo-Pacifique libre et ouvert.
Le 17 novembre 2020, le "Forum sur Hong Kong, Taïwan et Okinawa" s'est tenu, organisé par le Forum des gouvernements locaux d'Asie, avec la participation de l'ancien fonctionnaire du ministère britannique des Affaires étrangères Patrick Sprunt, l'ancien membre du Conseil municipal de Taipei Lin Jinzhang (zh), le membre du Conseil municipal d'Ishigaki Yoshiyuki Toita (ja), le membre de la Chambre des représentants et vice-ministre de la Défense Yasuhide Nakayama, et la journaliste Yoshiko Sakurai. Toita a noté que bien qu'il y ait eu des frictions avec Taïwan concernant les Îles Senkaku, une résolution pacifique avait été atteinte et il a soutenu que la Chine devrait être amenée à coopérer au niveau international concernant les droits de l'homme et l'état de droit. Pendant ce temps, Sprunt a prédit que l'ordre "Aujourd'hui Hong Kong, demain Taïwan, après-demain Okinawa" est inversé, suggérant que la question des îles Senkaku devrait être traitée en premier.
Wen-Chung Huang (ja) a déclaré : "Après Hong Kong, c'est Taïwan, puis la Chine ciblera Okinawa".
Zhao Zhongzheng, un soutien de Tsai Ing-wen, a déclaré : "Les crocs du Parti communiste se tourneront inévitablement vers Taïwan après Hong Kong, puis vers le Japon. Ce qui se passe à Hong Kong aujourd'hui pourrait se produire demain à Taïwan et après-demain à Okinawa".
Kim Bí-Lîng (ja) a souligné que "le Japon et Taïwan forment une communauté de destin", affirmant que "le Japon est aux côtés de Taïwan", ce qui sauverait à la fois Taïwan et le Japon. Elle a soutenu que le centenaire de la fondation du Parti communiste chinois devrait être l'occasion de graver dans nos cœurs "Aujourd'hui Hong Kong, demain Taïwan, après-demain Okinawa".
Le 18 mai 2021, Letep Ahmet, directeur de la Association ouïghoure du Japon (ja), a commenté lors d'une discussion lors de l'événement de la campagne internationale de solidarité pour Hong Kong et de l'Milk Tea Alliance à propos de la phrase "Aujourd'hui Hong Kong, demain Taïwan, après-demain Okinawa", déclarant : "Un régime qui a détenu et torturé des millions de personnes et détruit la culture traditionnelle pour sa propre convenance fera de même à l'extérieur. Ne sous-estimez pas cela",.

### Mentions dans le discours libéral
Dans le discours libéral, Hong Kong, Taïwan et Okinawa sont souvent discutés dans le contexte d'une privation d'autonomie par les gouvernements chinois et japonais, en lien avec des questions concernant les bases militaires américaines au Japon et le déplacement de la Base aérienne de Futenma. Lors d'une discussion en ligne le 11 juillet 2020 intitulée « Réfléchir avec la jeunesse de Hong Kong, Taïwan et Okinawa : à propos de la Loi sur la sécurité nationale de Hong Kong », des participants, dont Tomoko Ako (ja), Seiya Hoshikawa (ja), Toshin Komatsu (ja), et Jinshirō Motoyama (ja), ont discuté des questions d'autonomie, Motoyama soulignant l'importance de l'autonomie d'Okinawa.
Le 3 avril 2021, un dialogue en ligne intitulé « Hong Kong, Taïwan, Okinawa, et le 'Japon' — Imaginer un nouveau monde » a présenté des discussions avec Wu Rwei-ren (ja), Yasukatsu Matsushima (ja), Yoko Fumio (ja), et Take Komagome (ja). Tandis que Matsushima plaidait pour l'autodétermination du peuple des Ryukyu, Wu soutenait une stratégie réaliste pour un Indo-Pacifique libre et ouvert.
Tsuyoshi Nojima (ja) a déclaré que Hong Kong et Taïwan servent de « canaris dans la mine de charbon » pour observer comment les pays étrangers, y compris le Japon, pourraient réagir face à la Chine. Dans ce contexte, il a affirmé : « Le Tibet et le Xinjiang de l'avant-veille, Hong Kong d'hier, l'Ukraine d'aujourd'hui, Taïwan de demain, et le Japon après-demain »,.

## Mentions en dehors du Japon
En juillet 2014, l'activiste chinois pro-démocratie Chen Pokong a commenté sur l'attitude de plus en plus agressive du Parti communiste chinois à l'étranger, déclarant : « En mer de Chine orientale, la pression sur le Japon s'intensifie, et en mer de Chine méridionale, sur l'Inde et les Philippines, alors que l'attention se déplace de la dictature interne vers la dictature externe ».
Le 3 septembre 2019, le média de Hong Kong HK01 a présenté une bande dessinée intitulée "What Happened to Me: Testimony of a Certain Uyghur Woman" par la dessinatrice Tomomi Shimizu (ja), mettant en lumière les expériences de Mihrigul Tursun dans un camp d'internement du Xinjiang. Il a été noté que parmi les internautes, la phrase « aujourd'hui les Ouïghours, demain Hong Kong, après-demain Okinawa » gagnait du terrain.
Le 13 janvier 2020, The Storm Media (zh)Wind Media a discuté des différences dans les dynamiques de sécurité entre l'Europe, fortement unie par l'OTAN, et l'Asie de l'Est, où existent des traités de sécurité individuels comme le Traité de coopération mutuelle et de sécurité entre les États-Unis et le Japon, le Traité de défense mutuelle entre les États-Unis et la République de Corée, l'ANZUS et le Taiwan Relations Act. Il a rapporté que la phrase « aujourd'hui Hong Kong, demain Taïwan, après-demain Okinawa » se répandait au Japon.
Le 18 septembre 2020, Akio Yaita (ja), chef du bureau de Taipei du Sankei Shimbun, est apparu sur la chaîne taiwanaise Era News (ja) et a fait référence à cette phrase en présentant l'édition spéciale du numéro de janvier 2020 de Seiron (ja) intitulé "Crise à Taïwan".
Le 28 mars 2021, le South China Morning Post, un journal de langue anglaise de Hong Kong, a souligné que si la Chine attaquait Taïwan, les bases militaires américaines au Japon pourraient également être visées.
Le 18 mai 2021, Liu Zhongjing (zh) a réagi au slogan « aujourd'hui Hong Kong, demain Taïwan, après-demain Okinawa » en déclarant que « Shanghai d'hier et Guangdong du sud avant-hier sont inclus dans ce plan ».
Le 19 octobre 2021, Brahma Chellaney, professeur au Centre de recherche sur les politiques en Inde, a noté que si Taïwan était occupé, cela compromettrait la liberté de navigation dans une région vitale et modifierait l'équilibre des pouvoirs dans l'Indo-Pacifique. Il a suggéré que « Okinawa pourrait être la prochaine »,.
Le 1er novembre 2021, Chen Mingjun, conseiller du représentant taïwanais au Japon et directeur adjoint de l'Bureau économique et culturel de Taipei à Boston, qui avait précédemment occupé le poste de directeur du bureau des affaires importantes au sein de la Présidence, a déclaré : « Le Japon et Taïwan se sont toujours entraidés. Les sondages montrent que le pays le plus apprécié par le peuple taïwanais est toujours le Japon. La Chine avait promis de maintenir "un pays, deux systèmes" avec le Royaume-Uni pendant 50 ans, mais elle a retiré la liberté à Hong Kong. La phrase "Ouïghour hier, Hong Kong aujourd'hui, Taïwan demain, Okinawa et Kyushu après-demain" qui circulait alors devient aujourd'hui une réalité glaçante ».
Le 26 novembre 2021, le ministre australien de la Défense, Peter Dutton, a déclaré : « Si Taïwan est pris, il est certain que la prochaine cible sera les îles Senkaku », suggérant que si la Chine domine Taïwan par la force, elle viserait ensuite les îles Senkaku d’Okinawa.
Le 16 décembre 2021, Wang Zunyan (zh), chercheur à l'Institut de recherche sur la défense nationale et la sécurité à Taïwan, a commenté sur le déploiement des Forces d'autodéfense japonaises dans les îles Nansei, déclarant : « Le Japon et Taïwan sont tous deux confrontés à des menaces de la part de la Chine. Lorsque la question de Hong Kong a émergé, des voix ont affirmé que cela pourrait être Taïwan demain et le Japon après-demain. Il est crucial pour les deux parties de s'engager dans des échanges de défense et de partager des informations. Le peuple taïwanais est reconnaissant de l'intérêt croissant au Japon pour les questions de sécurité de Taïwan ».
Le 6 janvier 2022, Patrick M. Cronin, président du programme de sécurité Asie-Pacifique à l'Hudson Institute, a mentionné : « Des responsables du Parti communiste chinois m'ont directement dit qu'Okinawa fait partie de la Chine »,,.
Le 7 octobre 2022, l'Institut de recherche sur la défense nationale et la sécurité à Taïwan a rapporté que les habitants d'Okinawa ressentaient de l'inquiétude face à l'accumulation militaire de la Chine, notant que « si Taïwan est contrôlé, il servira de tremplin au gouvernement chinois pour démontrer ses ambitions envers Okinawa. Ainsi, le sort d'Okinawa pourrait être influencé par les changements dans la situation de Taïwan ».